# The Visitors (álbum)
The Visitors -En españolː Los visitantes- es el octavo álbum de estudio del grupo sueco de pop ABBA. Fue publicado el 30 de noviembre de 1981 por Polar Music, siendo el último disco del grupo antes de su primera separación en 1982. Se caracteriza por mostrar la madurez del grupo: las letras de las canciones abordan temas más serios y la estructura musical es más compleja respecto a su obra previa. 
El álbum obtuvo una buena acogida en la mayoría de los países donde fue lanzado, y se considera como uno el primer álbum original lanzado en formato CD.
Se lanzó al mercado en CD en 1982 y se considera el primer álbum en ser producido en este formato. También fue uno de los primeros discos de la historia en ser grabado y mezclado de manera digital. 

## Grabación del álbum
El trabajo del grupo comenzó el 16 de marzo de 1981, cuando se graban los tres primeros temas del álbum. El primero de ellos fue «Slipping Through My Fingers», donde Björn tomó la inspiración de su hija Linda. El segundo, «When All Is Said And Done», era interpretado por Frida y más tarde Björn aceptaría que escribió la letra basado en el divorcio de Benny y Frida. Finalmente, el tercer título en ser grabado,«Two For The Price Of One», era una canción más rítmica y alegre, pero sin serlo tanto como sus anteriores de los años 70; con Björn como líder vocal, cuya letra contaba la historia de un hombre soltero que encuentra a su pareja en un anuncio clasificado.
El 25 de mayo se llevaron a cabo otras sesiones en las que también se comenzaron tres canciones. «I Am A Seeker», nunca fue utilizada por el grupo, aunque si fue usada en el musical Abbacadabra; «Givin' A Little Bit More» fue lanzada hasta 1994 en «ABBA Undeleted»; por último el demo «Another Morning Without You» sería usado más tarde ese año. El trabajo en el álbum se pospuso hasta el 2 de septiembre, cuando la pista de «Tango» da lugar a «Head Over Heels», segundo sencillo del álbum. Al día siguiente el tema «I Let The Music Speak» es grabado. El 4 de septiembre se crea la pista de «Underbar», que sería publicado como lado B de «One Of Us», bajo el título de «Should I Laugh Or Cry».
El 15 de octubre tuvo lugar la grabación de la pista de «Peasants», después llamada «Soldiers». El 21 de octubre se crea el tema «Mi Amore», título previo de «One Of Us», primer sencillo del álbum. Al día siguiente se lleva a cabo la grabación del tema que le da nombre al álbum: «The Visitors (Crackin' Up)», primero llamado «Den Första». Finalmente, el 10 de noviembre se termina el trabajo en el demo de «Another Morning Without You», que después de varios meses de trabajo, se convierte en «Like An Angel Passing Through My Room», última pista del álbum en ser grabada. El 24 de noviembre, poco antes del lanzamiento oficial del álbum, Agnetha y Frida hacen la última grabación de ABBA en español, al grabar los temas «No Hay A Quien Culpar» y «Se Me Está Escapando».
El 3 de mayo de 1982, el grupo regresó al estudio con intenciones de crear un nuevo álbum, con la grabación de «You Owe Me One». El 8 de mayo «Hurry» se convierte en «I Am The City» y el 28 de mayo tiene lugar la grabación de la mezcla final de «Just Like That». Sin embargo los planes de lanzar un nuevo álbum fueron abandonados al ver que las sesiones no progresaban y el grupo optó por lanzar una compilación de sus sencillos más exitosos, titulada The Singles - The First Ten Years, que contendría dos nuevas canciones.
El 2 de agosto, ABBA comenzó lo que serían sus últimas grabaciones, con la grabación de «El Paso», que más tarde se llamaría «Cassandra» y con «Under Attack», último sencillo del grupo. Finalmente, el 20 de agosto de 1982 tiene lugar la grabación del tema «The Day Before You Came», sencillo lanzado semanas después, y la última canción grabada por ABBA, hasta la publicación del álbum Voyage en 2021.

## Lanzamientos
The Visitors fue primeramente lanzado el 30 de noviembre de 1981 en Escandinavia. En el resto de Europa el álbum fue publicado a finales de 1981, y en América el álbum salió a la venta a principios de 1982. Como su antecesor Super Trouper (1980), en países de habla hispana, el lanzamiento incluía dos temas nuevos cantados en español. 

### Variaciones
| País             | Año  | Formato | N.º de Catálogo       | Comentarios |
| ---------------- | ---- | ------- | --------------------- | --- |
| Suecia           | 1981 | LP      | Polar POLS 342        | Versión original |
| Argentina México | 1981 | LP      | RCA-Víctor AVSI-4961  | Incluye en español «No Hay A Quien Culpar (When All Is Said And Done)» pista 3, y «Se Me Está Escapando (Slipping Through My Fingers)» pista 8 |
| Alemania         | 1982 | CD      | Polydor               | Primer álbum en tener la edición en CD |
| Suecia           | 1997 | CD      | Polydor - 533 978-2   | Primera masterización |
| Suecia           | 2001 | CD      | Polar - 549 957-2     | Segunda masterización |
| Suecia           | 2005 | CD      | Polar - 0602498723197 | Tercera masterización |

## Lista de temas

### LP Original (1981)
| Lado A |                                         |                               |          |  |
| N.º    | Título                                  | Escritor(es)                  | Duración |  |
| 1.     | «The Visitors»                          | Benny Andersson Björn Ulvaeus | 5:47     |  |
| 2.     | «Head Over Heels»                       | Benny Andersson Björn Ulvaeus | 3:58     |  |
| 3.     | «When All Is Said And Done»             | Benny Andersson Björn Ulvaeus | 3:17     |  |
| 4.     | «Soldiers»                              | Benny Andersson Björn Ulvaeus | 4:41     |  |
| 5.     | «I Let The Music Speak»                 | Benny Andersson Björn Ulvaeus | 5:23     |  |
| 6.     | «One of Us»                             | Benny Andersson Björn Ulvaeus | 3:57     |  |
| 7.     | «Two For The Price Of One»              | Benny Andersson Björn Ulvaeus | 3:48     |  |
| 8.     | «Slipping Through My Fingers»           | Benny Andersson Björn Ulvaeus | 3:53     |  |
| 9.     | «Like An Angel Passing Through My Room» | Benny Andersson Björn Ulvaeus | 3:40     |  |

| Lado B |                                                             |                               |          |  |
| N.º    | Título                                                      | Escritor(es)                  | Duración |  |
| 10.    | «Should I Laugh Or Cry?» (Lado B de «One Of Us»)            | Benny Andersson Björn Ulvaeus | 4:29     |  |
| 11.    | «The Day Before You Came» (Sencillo lado A lanzado en 1982) | Benny Andersson Björn Ulvaeus | 5:53     |  |
| 12.    | «Under Attack» (Sencillo lado A lanzado en 1982)            | Benny Andersson Björn Ulvaeus | 3:48     |  |
| 13.    | «You Owe Me One» (Lado B de «Under Attack»)                 | Benny Andersson Björn Ulvaeus | 3:26     |  |

| Edición de 2001 |                                                   |                               |          |  |
| N.º             | Título                                            | Escritor(es)                  | Duración |  |
| 12.             | «Cassandra» (Lado B de «The Day Before You Came») | Benny Andersson Björn Ulvaeus | 4:56     |  |
| 13.             | «Under Attack» (Sencillo lado A lanzado en 1982)  | Benny Andersson Björn Ulvaeus | 3:47     |  |
| 47:50           |                                                   |                               |          |  |

| Edición de 2005 en The Complete Studio Recordings |                                                                              |                                                             |          |  |
| N.º                                               | Título                                                                       | Escritor(es)                                                | Duración |  |
| 11.                                               | «I Am The City» (Lado B de «When All Is Said And Done»)                      | Benny Andersson Björn Ulvaeus                               | 4:32     |  |
| 12.                                               | «No hay a quien culpar» (Versión en español de «When All Is Said And Done»)  | Benny Andersson Björn Ulvaeus Budy McCluskey Mary McCluskey | 3:14     |  |
| 13.                                               | «Se me está escapando» (Versión en español de «Slipping Through My Fingers») | Benny Andersson Björn Ulvaeus Budy McCluskey Mary McCluskey | 3:54     |  |
| 14.                                               | «Cassandra» (Lado B de «The Day Before You Came»)                            | Benny Andersson Björn Ulvaeus                               | 4:54     |  |
| 15.                                               | «Under Attack» (Sencillo lado A lanzado en 1982)                             | Benny Andersson Björn Ulvaeus                               | 3:49     |  |
| 16.                                               | «You Owe Me One» (Lado B de «Under Attack»)                                  | Benny Andersson Björn Ulvaeus                               | 3:26     |  |
| 67:50                                             |                                                                              |                                                             |          |  |

## Recepción

### Listas de Popularidad
Al igual que lo habían hecho los álbumes anteriores The Visitors entró en el Top 40 en las listas de popularidad de veinte países y alcanzó el número uno en siete de ellos. Pese a esto, tomando en consideración el volumen de ventas y certificaciones, no tuvo un gran impacto comercial.
| Lista                                     | Posición |
| ----------------------------------------- | -------- |
| Alemania Top 50 Media Control Álbum Chart | 1        |
| Bélgica Top 50 Álbum Chart                | 1        |
| México Lista de Álbumes Internacionales   | 1        |
| Holanda Top 50 Álbum Chart                | 1        |
| Noruega Top 40 VG Álbum Chart             | 1        |
| UK Álbum Chart                            | 1        |
| Suecia Top 60 Sverige Álbum Chart         | 1        |
| Suiza Top 30 Álbum Chart                  | 1        |
| Zimbabue Top 20 Álbum Chart               | 1        |
| Austria Top 50 Álbum Chart                | 1        |
| Finlandia Suosikki Álbum Chart            | 1        |
| Finlandia Top 40 YLE Álbum Chart          | 1        |
| Sudáfrica Top 20 Álbum Chart              | 1        |
| España Afyve Álbum Chart                  | 1        |
| Francia Top 30 Álbum Chart                | 1        |
| Japón Top 100 Oricon Álbum Chart          | 1        |
| Canadá Top 50 Álbum Chart                 | 1        |
| Nueva Zelanda Top 40 RIANZ Álbum Chart    | 1        |
| Australia Top 50 Álbum Chart              | 1        |
| E.U. Billboard 200                        | 8        |
| Italia Hit Parade Álbum Chart             | 3        |
| E.U. Top 200 Record World Álbum Chart     | 1        |
| E.U. Top 200 Cashbox Álbum Chart          | 5        |

### Ventas y certificaciones
The Visitors no obtuvo tanto éxito comercial como su antecesores, alcanzando seis certificaciones por sus ventas: tres de oro, dos de platino y una multiplatino. Sumado a las cifras dadas por Oricon en Japón (228 320) y por la revista ABBA Express de Estados Unidos (16 000) las cifras de ventas del álbum alcanzan más de 1.4 millones de copias en certificaciones. Desde entonces el álbum ha viendido un poco más de 4 millones de copias a nivel mundial.
| País/Organización | Certificación   | Ventas    |
| ----------------- | --------------- | --------- |
| IFPI              | Diamante x3     | 660 439   |
| BPI               | Máximo diamante | 6.000 000 |
| IFPI              | Diamante x10    | 5.000 000 |
| IFPI              | Platino x5      | 100 000   |
| AFP               | Platino x7      | 200 000   |
| IFPI              | Diamante x3     | 250 000   |

### Críticas
The Visitors recibió críticas principalmente negativas aunque hubo excepciones como la de Bruce Eder en el sitio web Allmusic: "The Visitors es un álbum hermosamente realizado y muy sofisticado, lleno de serias pero nunca aburridas canciones, todas cantadas maravillosamente y mostrando algunos intrépidos esfuerzos de los compositores", y le da cuatro estrellas de cinco. En Amazon.com Rickey Wright menciona: "El álbum sobrevive con emoción y creatividad".
No obstante, todos notaron el cambio en el grupo, como el crítico Adrian Denning quien hace notar: "La felicidad presente en la música de ABBA está totalmente ausente en el LP", dándole seis estrellas y media de siete. La crítica más negativa fue de la revista Rolling Stone, donde Christopher Connelly escribió: "The Visitors es un pésimo LP, pero con el actual estado del portafolio de ABBA, creo que debemos estar agradecidos de que lo hayan hecho", dándole dos estrellas de cinco. Finalmente, el crítico George Starostin menciona: "Triste, amargo y oscuro. Sin diversión. Sin futuro. Sin esperanza. Pero con algunas canciones buenas, al menos.", dándole siete estrellas de diez y clasificándolo como "Bueno pero defectuoso".

## Personal
ABBA
- Benny Andersson – sintetizador, teclado y vocales.
- Agnetha Fältskog – vocales
- Anni-Frid Lyngstad – vocales
- Björn Ulvaeus – guitarra acústica, guitarra y vocales.

Personal Adicional
- Ola Brunkert – batería
- Rutger Gunnarsson – bajo y percusión.
- Janne Kling – viento
- Per Lindvall – batería
- Åke Sundqvist – percusión
- Three Boys – bajo, mandolina y teclado.
- Lasse Wellander – guitarra acústica y guitarra eléctrica.

### Producción
- Productores: Benny Andersson y Björn Ulvaeus
- Arreglos: Benny Andersson y Björn Ulvaeus
- Ingeniero: Michael B. Tretow
- Diseño: Rune Söderqvist